# Croàcia al Festival de la Cançó d'Eurovisió Júnior
Croàcia va ser un dels països fundadors que va debutar al Festival de la Cançó d'Eurovisió Júnior en 2003.
El país va guanyar la primera edició del festival amb Dino Jelusić i la seva cançó "Ti si moja prva ljubav" i 134 punts. La seva última participació va ser al festival de 2006, que es va celebrar a Bucarest, on va quedar desena. El 26 de setembre de 2014 es va anunciar el retorn del país balcànic per al festival de 2014, després de set anys d'absència (2007-2013). La seva tornada no va acabar bé, ja que van quedar últims amb 1 punt i van deixar de participar-hi novament.

## Història
Croàcia és un dels setze països que han debutat al Festival de la Cançó d'Eurovisió Júnior 2003, que va tenir lloc el 15 de novembre de 2003 al Fòrum de Copenhaguen, Dinamarca. Després que es van produir problemes amb l'amfitrió potencial per al concurs de 2004, l'emissora croata Hrvatska radiotelevizija (HRT) va intervenir per organitzar el concurs. No obstant això, més tard es va abandonar després que es revelés que el lloc que HRT havia planejat utilitzar per al concurs s'utilitzaria durant el període del concurs. HRT va ser una de les altres sis emissores que va presentar una oferta per organitzar el concurs de 2005, però això no va tenir èxit. Croàcia també va expressar el seu interès a acollir el concurs de 2006 i va fer una altra oferta sense èxit per acollir el concurs de 2007. HRT es va retirar del concurs de 2007, a causa de les despeses i dificultats per transmetre el concurs en directe.
El 23 de setembre de 2014, es va anunciar que Croàcia podria tornar al concurs de 2014 a Marsa, Malta a causa d'un tuit compost pel supervisor executiu del Festival de la Cançó d'Eurovisió Junior, Vladislav Yakovlev. El seu retorn va ser confirmat oficialment per l'EBU el 26 de setembre de 2014, i el concurs de 2014 estava programat per ser emès a HRT 2. El 23 de juny de 2015, es va anunciar que HRT es retiraria del concurs de 2015, deixant Croàcia fora de l'edició que va tenir lloc a Bulgària. El 17 d'agost de 2016, HRT va descartar tornar al concurs de 2016. El 20 de maig de 2017, l'emissora croata va anunciar les seves ambicions de tornar al concurs de 2017 a Tbilisi. Tanmateix, Croàcia no estava a la llista final de participants publicada per l'EBU i no va competir en el concurs.

## Participació
Llegenda
| Any                                   | Seu         | Artista        | Cançó                    | Lloc | Punts |
| ------------------------------------- | ----------- | -------------- | ------------------------ | ---- | ----- |
| 2003                                  | Copenhaguen | Dino Jelusić   | «Ti si moja prva ljubav» | 1    | 134   |
| 2004                                  | Lillehammer | Nika Turković  | «Hej Mali»               | 3    | 126   |
| 2005                                  | Hasselt     | Lorena Jelusić | «Rock Baby»              | 12   | 36    |
| 2006                                  | Bucarest    | Mateo Đanat    | «Lea»                    | 10   | 50    |
| No hi va participar entre 2007 i 2013 |             |                |                          |      |       |
| 2014                                  | Malta       | Josie          | «Game Over»              | 16   | 13    |
| No hi va participar entre 2015 i 2024 |             |                |                          |      |       |
| 2025                                  | Tbilisi     | Marino Vrgoč   |                          |      |       |